# Emil Saudek

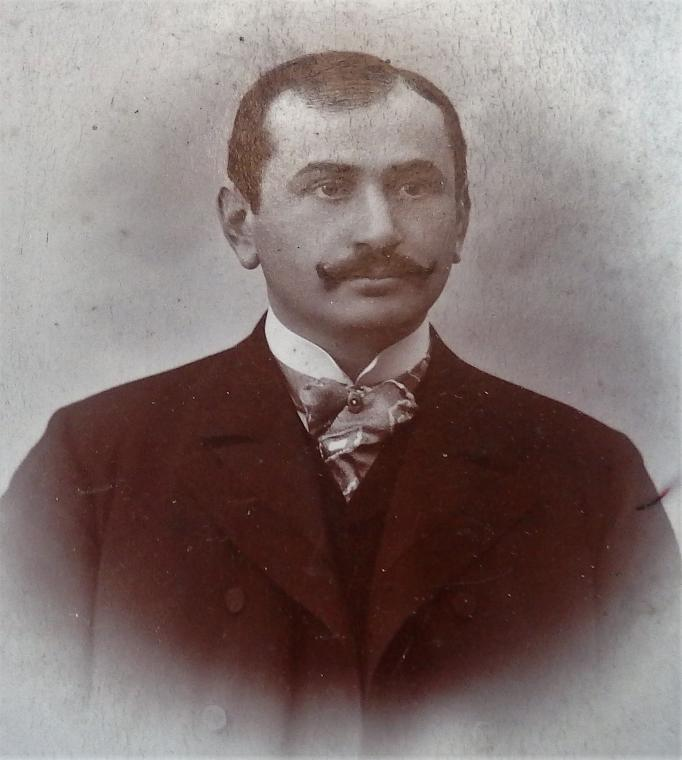
Emil Saudek

Emil Saudek (geboren am 14. September 1876 in Iglau, Österreich-Ungarn; gestorben 23. Oktober 1941 in Prag) war ein tschechischer literarischer Übersetzer und Herausgeber.

## Leben
Emil Saudek war ein Kind eines Kaufmannes und Landwirts. Er studierte von 1895 bis 1900 Jura an der Universität Wien und wurde 1902 promoviert. Er arbeitete als Bankbeamter bei der Anglo-österreichischen Bank in Wien und danach in Prag und wurde 1923 zum Sekretär befördert. 1930 ließ er sich pensionieren.
Saudek gab Werke seiner Landsleute Josef Svatopluk Machar und Otokar Březina heraus und übersetzte literarische Werke, insbesondere Lyrik, aus dem Tschechischen ins Deutsche. Er schrieb Literaturkritiken.
Sein Sohn Erik Adolf Saudek (1904–63) wirkte als literarischer Übersetzer ins Tschechische.

## Schriften (Auswahl)
- O poesii O. Březiny (Über die Poesie O. Březinas), 1912
- Pod oblohou O. Březiny (Unter dem Himmel O. Březinas), 1928
- Hrsg.: Dichter Machar und Prof. Masaryk im Kampfe gegen den Klerikalismus. 1912.
- Josef Svatopluk Machar: Rom. Übersetzung Emil Saudek.  (Řím), 1908
- Otokar Březina: Winde von Mittag nach Mitternacht. Übersetzung Emil Saudek, Franz Werfel.  (Větry od pólů, Gedichtzyklus 1897) 1920
- Otokar Březina: Baumeister am Tempel. Übersetzung Emil Saudek, Franz Werfel. 1920 (Stavitelé chrámu, Gedichte 1899)
- T. G. Masaryk: Das neue Europa : der slavische Standpunkt. Autorisierte Übertragung Emil Saudek. Berlin : C.A. Schwetschke & Sohn, 1922 (Nová Evropa 1918, 1920)
- Vojtěch Rakous: Die Geschichten von Modche und Resi. 1922  (Modche a Rézi)
- Vojtěch Rakous: An der Wegscheide. 1922 (Na rozcestí)
- Otokar Březina: Musik der Quellen. Übersetzung Emil Saudek, Franz Werfel. 2 Bände, 1923 (Hudba pramenů)